# Гидропарк (Киев)
Гидропарк (укр. Гідропарк) — парк, расположенный на Венецианском и Долобецком островах между Днепром и Русановским проливом в Киеве.

## География
Острова между собой связаны Венецианским мостом длиной 144 м (возведен в 1966), с правым берегом Днепра — мостом Метро, с левым берегом — Русановским метромостом. В парке находится станция метро «Гидропарк» Святошинско-Броварской линии Киевского метрополитена.

## История
Гидропарк находится на месте бывшей Предмостной слободки, уничтоженной в 1943 году во время оккупации Киева. Создан в 1965—1968 годах как водно-развлекательный комплекс со множеством пляжей, водных аттракционов, лодочных станций. Площадь парка — 365 га. Архитекторы проекта — Всеволод Суворов и Игорь Шпара.
В зоне отдыха пенсионеры — опекуны бездомных животных — прикормили крупную стаю собак и построили для них будки и лежки. В феврале 2013 года 70 зверей были усыплены при помощи таблеток местными догхантерами, что вызвало негодование борцов за права животных и журналистов, которые назвали инцидент «собачьим Освенцимом»

## Отдых
Летом в гидропарке единовременно могут пребывать до 75 тысяч человек.
На территории Гидропарка расположен Парк «Киев в миниатюре». В настоящее время в Гидропарке находится большое количество увеселительных заведений — дискотек, ресторанов и т. д.
Среди доступных развлечений: множество пляжей (включая детский пляж, пляж для инвалидов, нудистский пляж), аренда беседок в лесу на берегу Днепра на базе «боксер», прокат лодок и катамаранов, настольный и обычный теннис, пэйнтбол, футбол, волейбол, пляжное регби, банджи-джампинг, водные аттракционы, рестораны, казино, дискотеки.
Одним из наиболее примечательных объектов киевского Гидропарка является тренажёрный городок. Он существует на общественных началах и поддерживается в рабочем состоянии в течение нескольких десятилетий сотрудником института кибернетики Юрием Куком, отсюда и его неофициальное название «Земля Кука».

## Иллюстрации

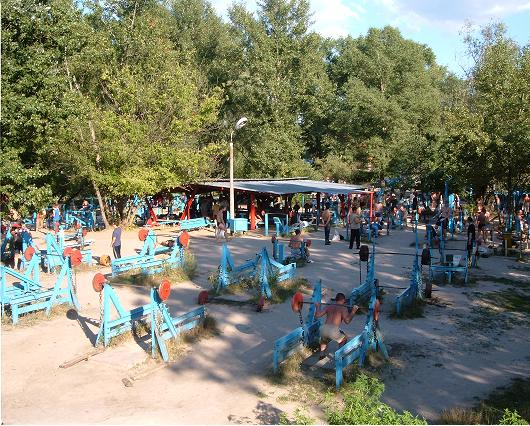
Тренажёры в спортивном городке (август 2005)
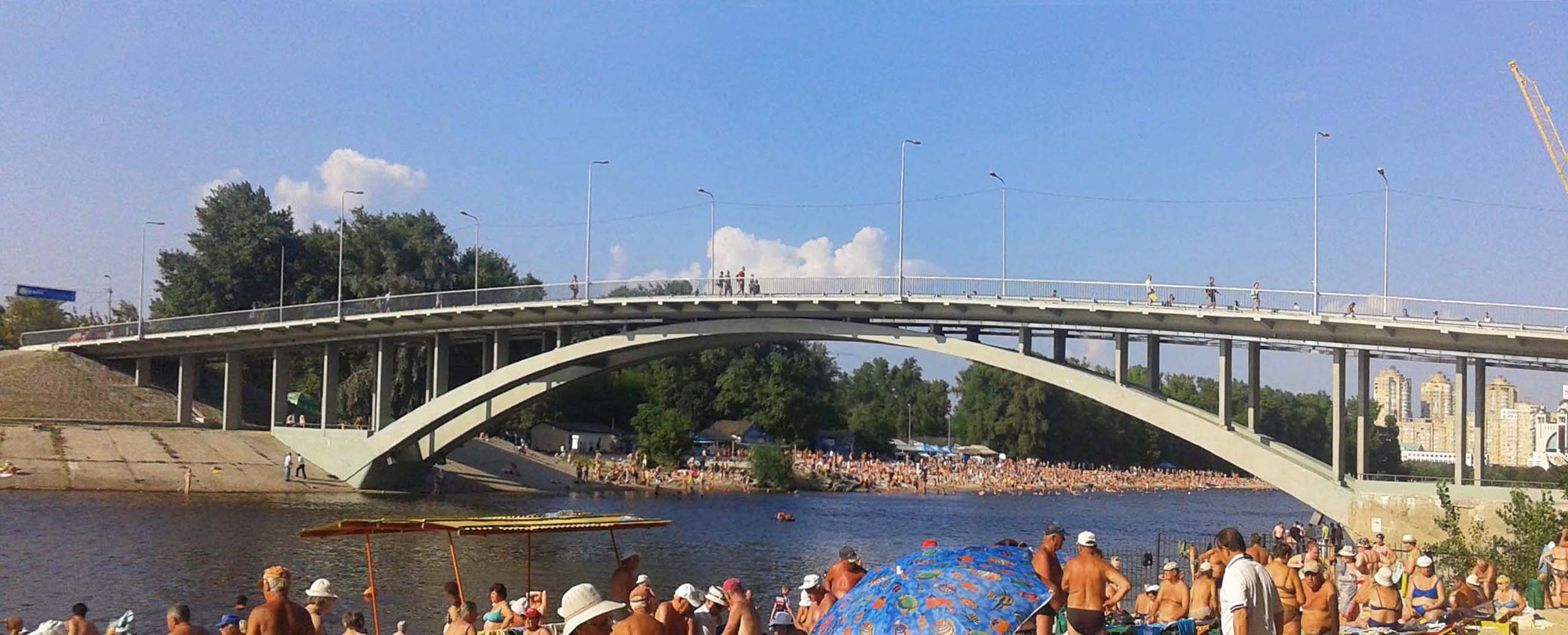
Венецианский мост
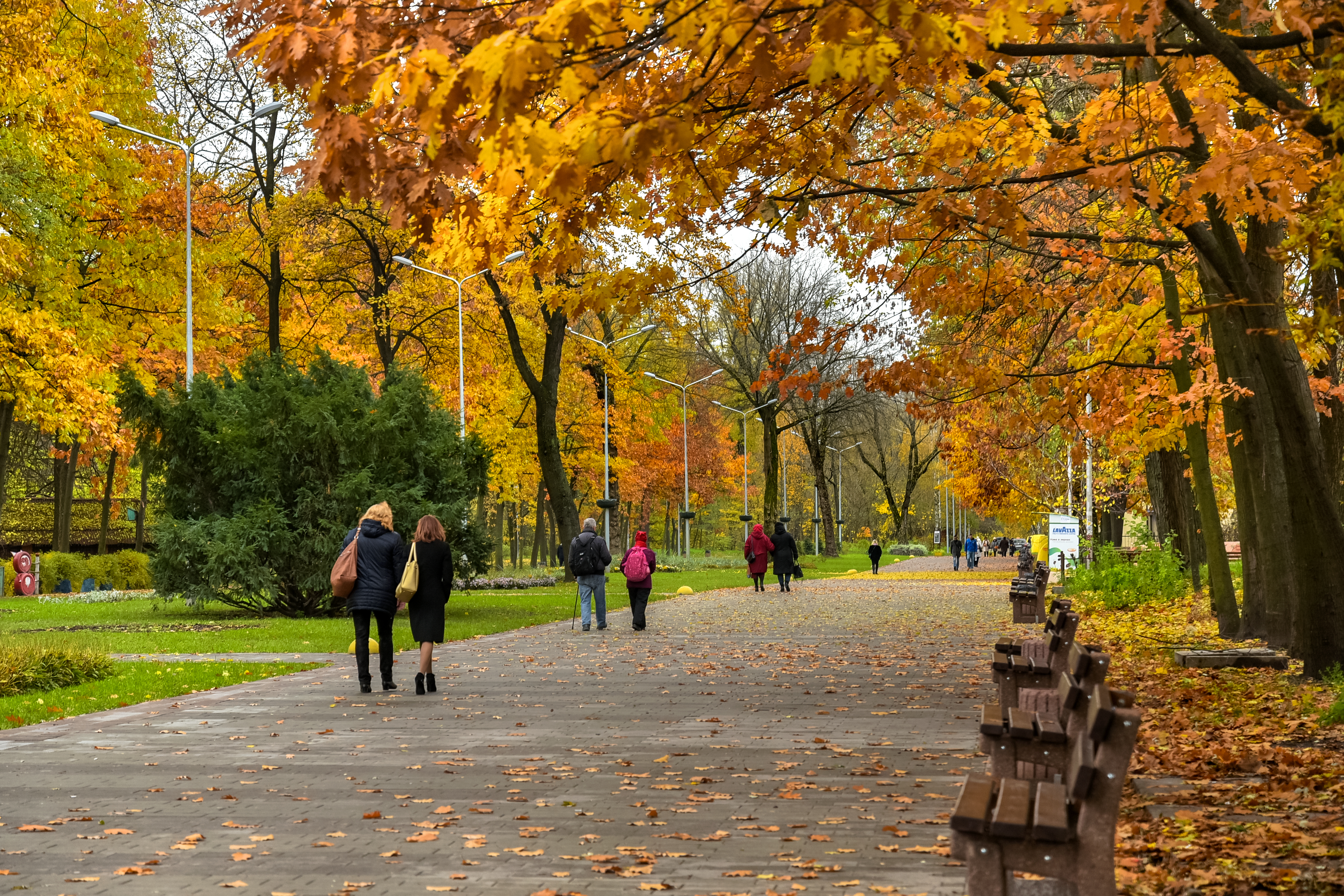
Парковая аллея
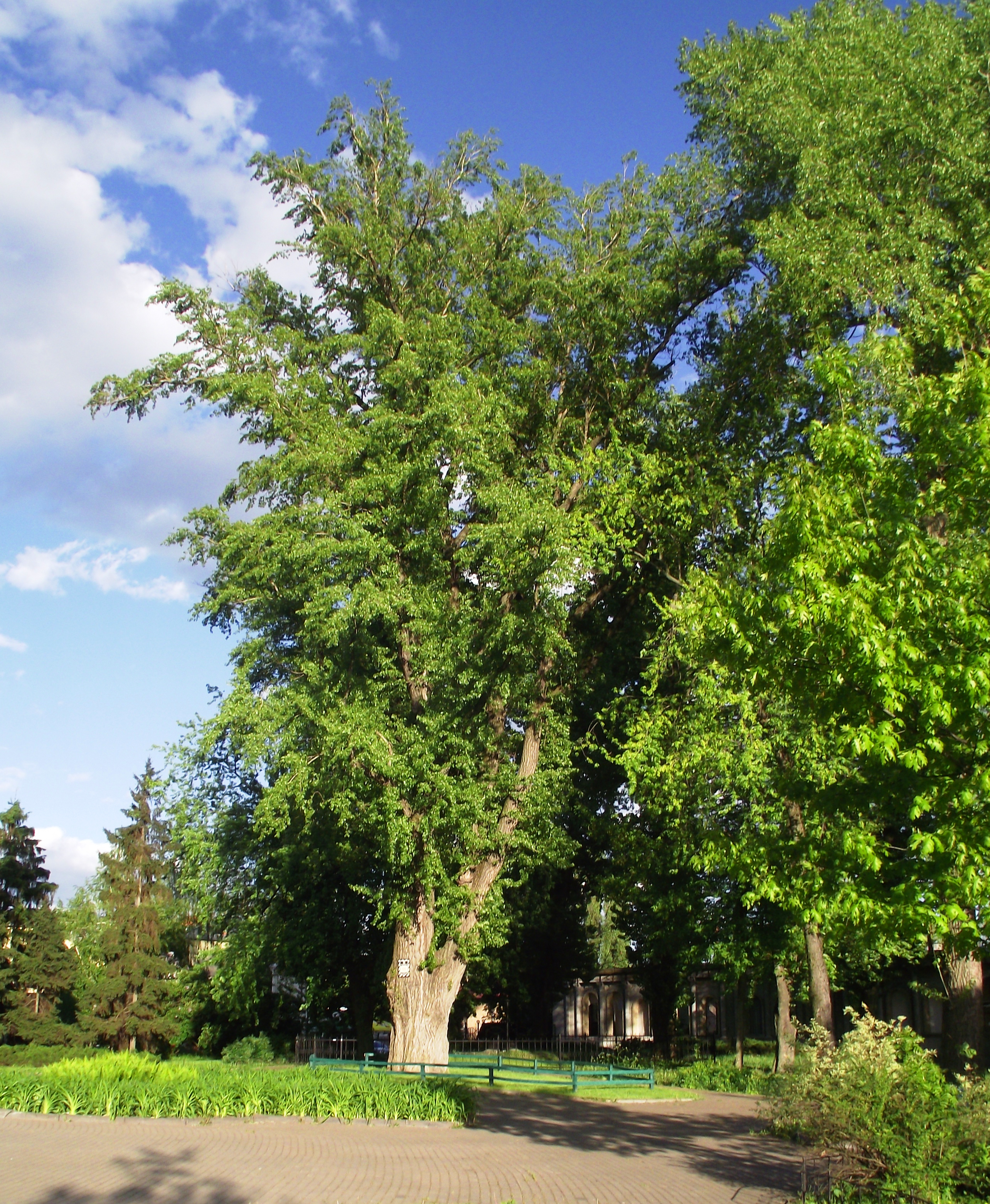
Парковая аллея
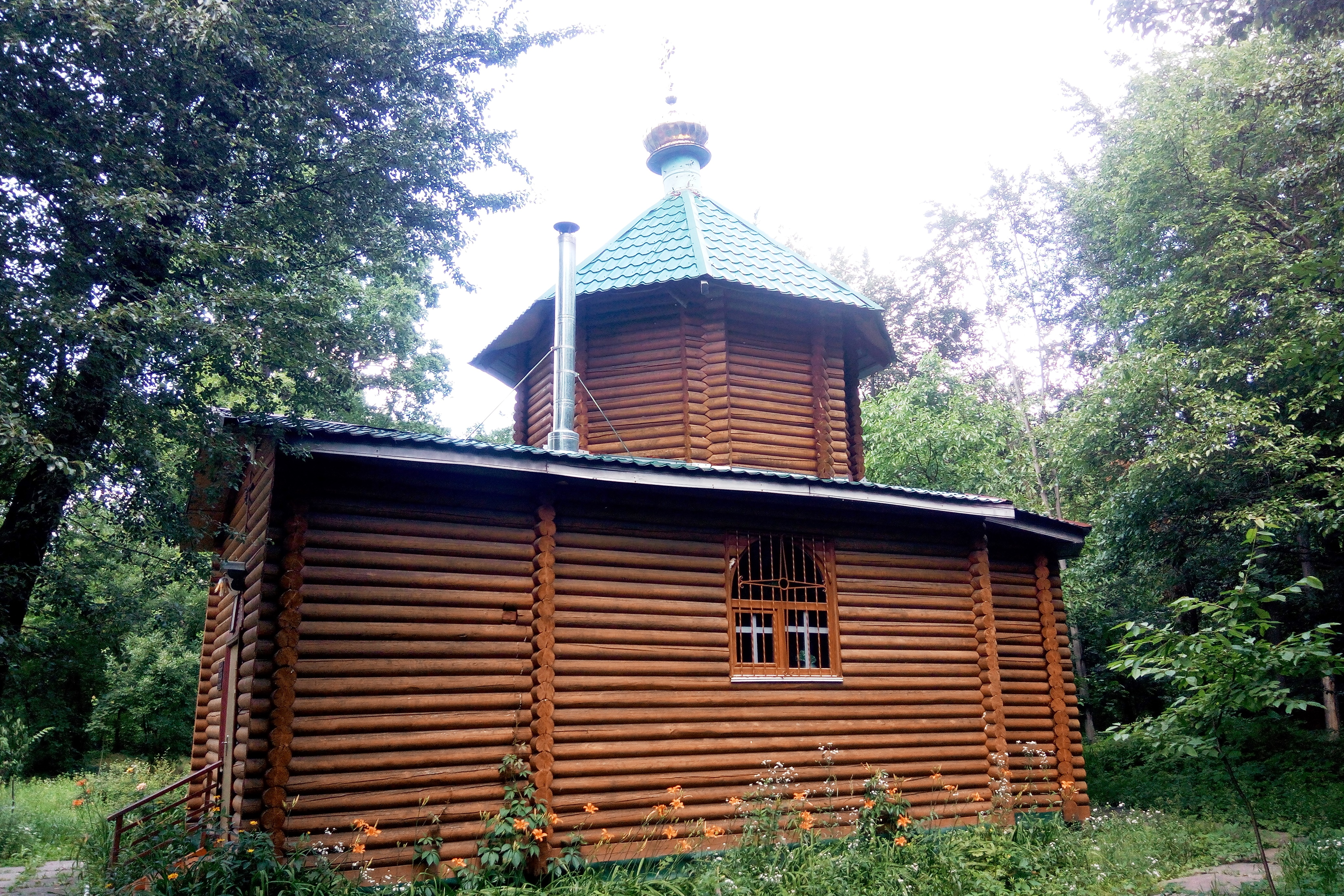
Храм мученика Валерия